# Alexandru Philippide
Alexandru Philippide (ur. 1 kwietnia 1900 w Jassach, zm. 8 lutego 1979 w Bukareszcie) – rumuński poeta i eseista.

## Życiorys
Był synem poety, również Alexandru Philippide. Po ukończeniu w 1918 liceum w Jassach wstąpił na Wydział Prawa, później na Wydział Literatury i Filozofii w Jassach, następnie studiował filozofię i ekonomię polityczną w Berlinie, a w latach 1924–1928 literaturę, filozofię i ekonomię w Paryżu. W 1919 zadebiutował jako poeta w piśmie literackim "Insemnari literare". Tworzył poezję refleksyjną, pozostając pod wpływem francuskich symbolistów W 1929 przeniósł się do Bukaresztu, w 1955 został członkiem korespondentem, a w 1963 członkiem rzeczywistym Akademii Rumuńskiej. Pisał też szkice literackie i tłumaczył twórczość m.in. Manna i Lermontowa.